# آگیلولف
آگیلولف (انگلیسی: Agilulf; c. 555 – آوریل ۶۱۶) پادشاه لمباردها از ۵۹۱ میلادی تا زمان فوتش بود. آگیلولف، با ملکه مسیحی و بیوه اوداری، تئودلیندا، پس از وی ازدواج کرد، و سپس به عنوان پادشاه انتخاب شد. اگرچه وی در ابتدای ماه نوامبر ۵۹۰ سلطنت را به دست گرفت، اما وی رسماً در میلان در مه ۵۹۱ به عنوان پادشاه تاج گذاری کرد.
او برای دلجویی از همسرش به دنبال خواستگاری تعمید یافت و مسیحی شد، گرچه آنها بدعت آریایی را به جای مذهب کاتولیک پذیرفتند. در سال ۶۰۳، تحت تأثیر همسرش، ویآریانیسم را کنار و به آیین کاتولیکسیسم گروید، و پسرش آدالالد را غسل تعمید کرد. او و همسرش کلیسای جامع مونزا را بنا و وقف کردند، جایی که هنوز هم تاج آهنین لومباردی حفظ شده‌است و جایی که تاج آگیلولف، مختص سنت جان، وجود داشته‌است (اکنون گم شده‌است) و دارای کتیبه ای در این خصوص است، و در آن عبارتی استفاده شده‌است که به معنی «پادشاه همه ایتالیا» است. (همان‌طور که آگیلولف خودش را در آن جایگاه می‌دید)

ایتالیا در دوران آگیلولف

سلطنت طولانی مدت وی با پایان جنگ با فرانک‌ها همزمان شد، که صلح وی با گونترام پادشاه بورگوندی مقدمه این صلح بود. پس از آن، فرانک‌ها وارد جنگ داخلی شدند که مانع از حملهٔ مجدد آن‌ها به لومباردی در تمام دوران حاکمیت آگیلولف شد. در سال ۵۹۸، او قدرت لومبارد را با بهبود روابط با باواریایی‌ها افزود، سلطنت وی با در دست گرفتن سوتری و پروجا تحکیم یافت. او با آوارها و اسلاوها جنگید و با امپراتور بیزانس موریس در ۵۹۸ با کمک پاپ گرگوری کبیر وارد آتش‌بس شد. سال بعد، اگزراچ کالینیکوس با ربودن دختر پادشاه لومباردار آتش‌بس را نقض کرد. جنگ به وقوع پیوست و در سال ۶۰۲، امپراتور بیزانس فوکاس و پادووا را از دست داد از دست دادن پادوا به نوبه خود مانتووا را بی دفاع کرد و قبل از آنکه سال تمام شود، آن شهر نیز به دست آگیلولف سقوط کرد.
در سال ۶۰۷، ویتریک، پادشاه ویزیگوت‌ها، اتحادی چهار جانبه علیه تئودریک دوم بورگوندی را آغاز کرد که شامل تئودبرت دوم اوسترازیا، کلوتار دوم نوستریا و آگیلولف بود.
در سال ۶۰۵، او توسط امپراتور فوکاس، به رسمیت شناخته شد. جنگهای ایران و بیزانس توجه بیزانس را به مشرق زمین جلب کرده بود پس از وی فرزندش آدالوالد، از همسرش تئودلیندا، جانشین او شد.